# Championnat de France de rugby à XIII 1978-1979
Navigation
Édition précédente Édition suivante
Le Championnat de France de rugby à XIII 1978-1979 oppose pour la saison 1978-1979 les meilleures équipes françaises de rugby à XIII au nombre de quatorze.

## Liste des équipes en compétition
| Albi Avignon Cavaillon Carcassonne Lézignan Limoux Pamiers Pia XIII Catalan Saint-Estève Toulouse Villefranche Villeneuve Roanne |

Quatorze équipes participent au championnat de France de première division à la suite des arrivées de Saint-Jacques-de-Carcassonne et Cavaillon, et des retraits de Bordeaux-Facture et Marseille.

## Classement de la première phase

### Groupe A
| Classement | Club               | Points | Matchs |
| 1er        | XIII Catalan       | 66     | 26     |
| 2e         | Toulouse           | 58     | 26     |
| 3e         | Carcassonne        | 57     | 26     |
| 4e         | Lézignan'          | 54     | 26     |
| 5e         | Avignon            | 54     | 26     |
| 6e         | Villeneuve-sur-Lot | 54     | 26     |
| 7e         | Roanne             | 53     | 26     |
| 8e         | Limoux             | 52     | 26     |
| 9e         | Pamiers            | 51     | 26     |
| 10e        | Pia                | 50     | 26     |
| 11e        | Albi               | 49     | 26     |
| 12e        | Saint-Estève       | 49     | 26     |
| 13e        | Saint-Jacques      | 43     | 26     |
| 14e        | Cavaillon          | 38     | 26     |

|  | Qualifié pour les quarts-de-finale            |
|  | Affronte les barrages de maintien en groupe A |

Saint-Jacques et Cavaillon descendent en groupe B.

### Groupe B
| Classement | Club              | Points | Matchs |
| 1er        | Carpentras        | 40     | 16     |
| 2e         | Saint-Gaudens     | 38     | 16     |
| 3e         | Tonneins          | 38     | 16     |
| 4e         | La Réole          | 36     | 16     |
| 5e         | Villefranche      | 34     | 16     |
| 6e         | Entraigues        | 30     | 16     |
| 7e         | Salon-de-Provence | 28     | 16     |
| 8e         | Cahors            | 23     | 16     |
| 9e         | Paris             | 18     | 16     |

|  | Qualifié pour les quarts-de-finale de Poule A et montée en groupe A |
|  | Qualifiés pour les barrages d'accès au groupe A                     |

Carpentras et Saint-Gaudens montent en groupe A.

## Phase finale
|  | Quart-de-finales                     | Quart-de-finales               |              |           | Demi-finales             | Demi-finales             |  |  | Finale                    | Finale                    |
|  | Quart-de-finales                     | Quart-de-finales               |              |           | Demi-finales             | Demi-finales             |  |  | Finale                    | Finale                    |
|  |                                      |                                |              |           |                          |                          |  |  |                           |                           |
|  | le 22 avril 1979 à Carcassonne       | le 22 avril 1979 à Carcassonne |              |           | le 6 mai 1979 à Lézignan | le 6 mai 1979 à Lézignan |  |  | Le 20 mai 1979 à Toulouse | Le 20 mai 1979 à Toulouse |
|  | le 22 avril 1979 à Carcassonne       | le 22 avril 1979 à Carcassonne |              |           | le 6 mai 1979 à Lézignan | le 6 mai 1979 à Lézignan |  |  | Le 20 mai 1979 à Toulouse | Le 20 mai 1979 à Toulouse |
|  | XIII Catalan                         | 28                             |              |           | le 6 mai 1979 à Lézignan | le 6 mai 1979 à Lézignan |  |  | Le 20 mai 1979 à Toulouse | Le 20 mai 1979 à Toulouse |
|  | XIII Catalan                         | 28                             |              |           | le 6 mai 1979 à Lézignan | le 6 mai 1979 à Lézignan |  |  | Le 20 mai 1979 à Toulouse | Le 20 mai 1979 à Toulouse |
|  | Saint-Gaudens                        | 11                             |              |           | le 6 mai 1979 à Lézignan | le 6 mai 1979 à Lézignan |  |  | Le 20 mai 1979 à Toulouse | Le 20 mai 1979 à Toulouse |
|  | Saint-Gaudens                        | 11                             | XIII Catalan | 43        |                          |                          |  |  | Le 20 mai 1979 à Toulouse | Le 20 mai 1979 à Toulouse |
|  | le 22 avril 1979 à Salon-de-Provence |                                | XIII Catalan | 43        |                          |                          |  |  | Le 20 mai 1979 à Toulouse | Le 20 mai 1979 à Toulouse |
|  |                                      | Avignon                        | 4            |           |                          |                          |  |  | Le 20 mai 1979 à Toulouse | Le 20 mai 1979 à Toulouse |
|  | Avignon                              | Avignon                        | 4            | 28        |                          |                          |  |  | Le 20 mai 1979 à Toulouse | Le 20 mai 1979 à Toulouse |
|  | Avignon                              |                                |              | 28        |                          |                          |  |  | Le 20 mai 1979 à Toulouse | Le 20 mai 1979 à Toulouse |
|  | Lézignan                             | 7                              |              |           |                          |                          |  |  | Le 20 mai 1979 à Toulouse | Le 20 mai 1979 à Toulouse |
|  | Lézignan                             | 7                              | XIII Catalan | 17        |                          |                          |  |  |                           |                           |
|  | le 22 avril 1979 à Albi              |                                | XIII Catalan | 17        |                          |                          |  |  |                           |                           |
|  |                                      | Carcassonne                    | 12           |           |                          |                          |  |  |                           |                           |
|  | Carcassonne                          | Carcassonne                    | 12           | 10        |                          |                          |  |  |                           |                           |
|  | Carcassonne                          | le 6 mai 1979 à Pamiers        |              | 10        |                          |                          |  |  |                           |                           |
|  | Villeneuve-sur-Lot                   | 8                              |              |           |                          |                          |  |  |                           |                           |
|  | Villeneuve-sur-Lot                   | 8                              | Carcassonne  | 12 (a.p.) |                          |                          |  |  |                           |                           |
|  | le 22 avril 1979 à Saint-Estève      |                                | Carcassonne  | 12 (a.p.) |                          |                          |  |  |                           |                           |
|  |                                      | Toulouse                       | 7            |           |                          |                          |  |  |                           |                           |
|  | Toulouse                             | Toulouse                       | 7            | 11        |                          |                          |  |  |                           |                           |
|  | Toulouse                             |                                |              | 11        |                          |                          |  |  |                           |                           |
|  | Carpentras                           | 7                              |              |           |                          |                          |  |  |                           |                           |
|  | Carpentras                           | 7                              |              |           |                          |                          |  |  |                           |                           |

### Finale
(mt : 12 - 2)
Homme du match :
Points marqués :
- XIII Catalan: 3 essais de Bourret (5e et 31e) et de Siré (58e) ; 3 transformations de Touchagues (5e, 31e et 58e), 1 pénalité de Touchagues (30e) ; 2 cartons jaunes de Brial et Cologni.
- Carcassonne: 1 pénalité de Moya (38e).

Évolution du score : 
Arbitre : M. Bréyssé (Provence)
Spectateurs : 13 202
Recette : 515 105 francs
Composition des équipes :
- XIII Catalan: Alain Touchagues - Gérard Borreil (puis Michel Naudo), Jean-Pierre Siré, Jean-Marc Bourret, Patrick Nauroy - Bernard Guasch, Ivan Grésèque - Gérard Pélissier, Jean-Louis Brial, Henri Berneau, Jean-Jacques Cologni, Guy Laffon, Jean-Jacques Vila - Entraîneur : Francis Mas
- Carcassonne: Alain Séguy - José Moya (puis René Estebanez), Bernard Guilhem, Didier Bernard, Patrick Chauvet - Guy Alard, Raymond Toujas - Charles Rosado, José Reina (puis José Moya), Manuel Caravaca, Charles Thénégal, André Malacamp (puis Gérard Forcada), Jean-Pierre Vignères - Entraîneur : Henri Vaslin

## Barrages de maintien dans le groupe A
| 22 avril 1979 | Tonneins | 13 - 7 | Saint-Estève | Toulouse |
| 22 avril 1979 |          |        |              | Toulouse |
| 22 avril 1979 |          |        |              | Toulouse |

| 6 mai 1979 | La Réole | 22 - 21 | Albi | Villeneuve-sur-Lot |
| 6 mai 1979 |          |         |      | Villeneuve-sur-Lot |
| 6 mai 1979 |          |         |      | Villeneuve-sur-Lot |

## Effectifs des équipes présentes
| XIII catalan       | Henri Berneau Gérard Borreil Jean-Marc Bourret Jean-Louis Brial Jean-Jacques Cologni Ivan Grésèque Guy Laffon Guy Laforgue Michel Naudo Patrick Nauroy Gérard Pélissier Jean-Pierre Siré Alain Touchagues Jean-Jacques Vila Entraîneur : Francis Mas                               | Carcassonne   | Guy Alard Didier Bernard Victor Buttignol Manuel Caravaca Patrick Chauvet Claude Estebanez René Estebanez Gérard Forcada Bernard Guilhem André Malacamp José Moya José Reina Charles Rosado Alain Séguy Charles Thénégal Raymond Toujas Jean-Pierre Vignères |
| Avignon            | Hervé Bonet Jacques Guigue Jean Béraudo | Toulouse      | Pierre Ailleres Charles Zalduendo Claude Bedel Michel Meneghin |
| Villeneuve-sur-Lot | Daniel Badet Christian Bossis Max Chantal Serge Cuyas Patrice Duluc Francis Duthil Antoine Gonzalès Didier Hermet Pascal Laroche Michel Laville Christian Maccali Michel Mazaré Patrick Pedrazzani Joël Roosebrouck Jean-Pierre Sagnette Martial Vrech Entraîneur : Raymond Gruppi | Saint-Gaudens | Arnaud Dulac Laville Georges Sanchez René Zaccariotto |
| Lézignan           | Richard Alonso Delphin Castanon Robert Clottes André Dumas Richard Gélis Christian Lapalu Michel Maïque Malvès Roger Molina Marc Subias Bernard Thiébaut Éric Waligunda | Carpentras    | |
| Roanne             | Jean-Pierre Béranger José Giné Sylvain Herrero Christian Lassalle San Antonio Christian Lassale Bruno Santantonio | Limoux        | Jean-Marc Gonzales Luc Mendez Francis de Nadaï |
| Pia                | Philippe Ambert Henri Daniel | Villefranche  | Francis Tranier Christian Laumond |
| Saint-Estève       | René Terrats | Albi          | Jean-Louis Castel Daniel Fédou Christian Laskawiec Christian Puech |
| La Réole           | Mario Covolan Dominique Baloup | Tonneins      | Christian Panno Christian Jammet Christian Lacube Lacube II Jean-Pierre Trémouille Alain Marcon Serge Marcon Couderc Acosta Christian Cozza Bernard Mensencal Gilis Jean-Bernard Ghirard Hellen Plantion Bernard Paradelle Entraîneur : Louis Brésolin       |
| Cavaillon          | Gérard Duffaux Bernard Gayé Thierry Vadon | Pamiers       | Yves Bézard |